# Theodor Schiemann

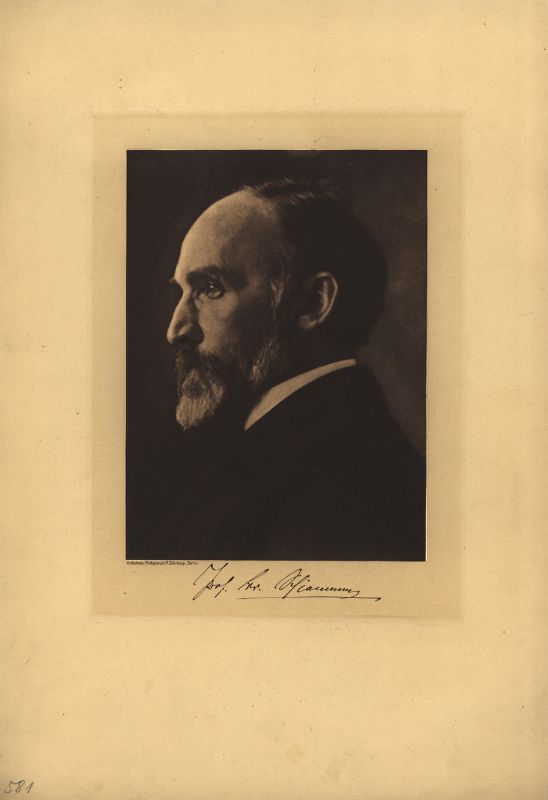
Theodor Schiemann (Heliogravüre von Rudolf Dührkoop)

Theodor Schiemann (* 5. Julijul. / 17. Juli 1847greg. in Grobin, Kurland; † 26. Januar 1921 in Berlin) war ein deutscher Historiker, Archivar, Professor für Osteuropäische Geschichte in Berlin, politischer Schriftsteller und Begründer der Osteuropaforschung in Deutschland.

## Leben
Theodor Schiemann war ein Mitglied der deutschbaltischen Familie Schiemann, die von konservativ-nationalem Denken und christlich-protestantischem Glauben geprägt war. Er besuchte das Gymnasium in Mitau und studierte von 1867 bis 1872 an der Kaiserlichen Universität Dorpat Geschichte. Hier wurde ihm Carl Schirren und dessen Kampf gegen die Russifizierung des Baltikums zum Vorbild. Anschließend arbeitete es als Hauslehrer in Mitau sowie als Archivar in Danzig. 1874 wurde er an der Universität Göttingen promoviert. Später schrieb er über diese Zeit in seinen Erinnerungen: Was ich ins bürgerliche Leben mitnahm, war ein festes deutschnationales Bewusstsein, und der Entschluss, mein Leben der deutschen Sache in den Ostseeprovinzen zu widmen.
Schiemann heiratete Caroline von Mulert und bekam fünf Kinder, darunter die spätere Botanikerin Elisabeth Schiemann. Um die Familie zu versorgen, fand er Beschäftigung als Gymnasiallehrer in Fellin und ab 1883 als Stadtarchivar in Reval.
Wegen der Russifizierungspolitik unter Zar Alexander III. übersiedelte Schiemann, wie viele andere Deutschbalten, 1887 mit der Familie nach Berlin, wo Heinrich von Treitschke sein Mentor wurde. 1889 fand er eine Anstellung im Geheimen Staatsarchiv. Schiemann lehrte an der Kriegsakademie. Er wurde Angehöriger der RSC-Corps Holsatia Berlin. Er konnte sich schnell habilitieren und wurde an der Friedrich-Wilhelms-Universität Privatdozent für mittlere und neuere Geschichte. 1892 erhielt er die neu eingerichtete außerordentliche Professur für osteuropäische Geschichte und Landeskunde an der Universität. Mit 30. Juni 1902 gelang Schiemann die Gründung des Seminars für osteuropäische Geschichte und Landeskunde, dem Grundstein für die Institutionalisierung der deutschen Osteuropaforschung. Er wurde Anfang 1906 zum ordentlichen Professor berufen und zählte zu den Herausgebern der Zeitschrift für osteuropäische Geschichte.
Theodor Schiemann starb am 26. Januar 1921 im Alter von 73 Jahren in Berlin. Die Beisetzung erfolgte auf dem Alten Garnisonsfriedhof an der Linienstraße im heutigen Ortsteil Berlin-Mitte. Das Grabmal ist nicht erhalten.

### Publizistisches und politisches Wirken
Die vierbändige Geschichte Russlands unter Nikolaus I., sein Lebenswerk, ist eine stark personenbezogene Darstellung, bei der die Diplomatiegeschichte immer im Vordergrund steht.
1887 bis 1893 schrieb Schiemann als Berliner Korrespondent der Münchener Allgemeinen Zeitung und von 1892 bis 1914 für die Neue Preußische Zeitung, die „Kreuzzeitung“. Er vertrat dabei eine Politik der Stärke und eine außenpolitische Konzeption, die das „Miteinander“ Deutschlands und Großbritanniens und das „Nebeneinander“ Deutschlands und Russlands zum Inhalt hatte.
Das Fachgebiet der Osteuropäischen Geschichte war damals in hohem Maße mit der Politik verbunden. Durch seine Bücher und die politischen Artikel in der Kreuzzeitung erregte Schiemann die Aufmerksamkeit Kaiser Wilhelms II. und es entwickelte sich ein freundschaftliches Verhältnis, durch das Schiemann als Berater vor allem in Fragen den Baltikums politischen Einfluss ausüben konnte.
Im Ersten Weltkrieg propagierte Schiemann in einer Vielzahl von Schriften die „russische Gefahr“ und vertrat eine annexionistische Politik in Bezug auf das Baltikum. Er wurde der beredte Advokat der Vorstellung, dass wir aus dem Ostseeland ein deutsches Gemeinwesen schaffen müssten. Als Medium dienten ihm mehrere deutsch-baltische Vereinigungen. In seiner Denkschrift Die deutschen Ostseeprovinzen Rußlands vertrat er im April 1915 die These, Est-, Liv- und Kurland bildeten eine geographische und kulturelle Einheit und seien für das Reich nicht nur wegen ihres deutschen Charakters, sondern auch wegen ihrer handelspolitischen Bedeutung von Interesse.
Die gesamte offizielle deutsche „Randstaatenpolitik“ war vor allem von der „Schiemannschule“ und ihrer Lehre vom russischen Nationalitätenstaat beeinflusst. Schiemanns „Osteuropäische Schule“ die von Paul Rohrbach geführt wurde, prägte diese „Randstaatenpolitik“, also die Auflösung des multinationalen Russlands, entscheidend mit.
Deutschbaltische Publizisten wie Schiemann und Rohrbach beeinflussten die überwiegend antirussisch und ukrainophil eingestellte öffentliche Meinung in Deutschland nachhaltig und begünstigten dadurch die Politik der deutschen Regierung der „Revolutionierung“ oder „Befreiung“ der Ukraine.
Trotz ihrer Germanisierungstendenzen, wie geplante Ansiedlungen von Russlanddeutschen im Baltikum, war die „Schiemannschule“ erbitterter Gegner der Alldeutschen und gehörte zu deren schärfsten propagandistischen Gegnern. Sie wollte im Gegensatz zur alldeutschen „Herrenvolkattitüde“ den osteuropäischen „Randvölkern“ Autonomie gewähren. 
Auch mit dem politischen Liberalismus gab es scharfe Auseinandersetzungen, insbesondere persönliche zwischen Theodor und seinem Neffen, dem Politiker Paul Schiemann.
Die russische Februarrevolution 1917 brachte der „Schiemannschule“ und den ukrainischen Publizisten erheblichen Aufwind, weil ihre Pläne realer wurden, und sie versuchten mehr Einfluss auf die zivile und militärische Führung des Reiches zu gewinnen.
Als Schiemann 1918 vom Kaiser zum Kurator der Universität der eroberten Stadt Dorpat ernannt wurde, sprach er in seiner Eröffnungsrede von der Befreiung Alt-Livlands vom Zwang russischer Tyrannei und vom Druck russischen Größenwahns.
Theodor Schiemann galt als der Russlandkenner Deutschlands. Dabei hielt er das Russische Reich für „morbid“, nur durch die „Klammer der Autokratie“ zusammengehalten. Sein Bild des russischen Volkes war dabei geprägt von Vorurteilen, da er ihm wegen seiner angeblichen orientalischen Orientierung politische Unmündigkeit attestierte, was er als das Resultat der langjährigen autokratischen Herrschaft beschrieb. Schiemanns Verdienst war es, die Grundlagen für die wissenschaftliche Erforschung Russlands im Deutschland gelegt zu haben.

## Mitgliedschaften
- Gesellschaft für Geschichte und Altertumskunde der Ostseeprovinzen Russlands, korrespondierendes Mitglied

## Schriften (Auswahl)
- Der älteste schwedische Kataster Liv- und Estlands: eine Ergänzung zu den baltischen Güterurkunden (im Auftrage der Felliner literärischen Gesellschaft). Reval : F. Kluge, 1882 (Digitalisat der Universität Tartu).
- Rußland, Polen und Livland bis ins 17. Jahrhundert. 2 Bände. 1886/1887 (= Allgemeine Geschichte in Einzeldarstellungen).
- Bibliothek russischer Denkwürdigkeiten. 7 Bände. 1894–1895.
- Geschichte Rußlands. 4 Bände. 1904–1919.